# هداوند
ایل هَداوَنْد یکی از ایل‌های لر اصالتاً کوچ‌روی ساکن استان تهران و مناطق اطراف است.

## جمعیت
جمعیت ایل هداوند در سال‌های مختلف به شرح زیر است:
| سال      | قرن نوزدهم میلادی | ۱۳۱۱ خورشیدی | ۱۳۵۲ خورشیدی | ۱۳۶۶ خورشیدی | ۱۳۷۷ خورشیدی | ۱۳۸۷ خورشیدی |
| جمعیت کل | ۳۰۰۰              | ۲۵۰۰         | ۷۰۰          | ۲۶۹۲ (کوچ‌رو) | ۲۳۵۷ (کوچ‌رو) | ۲۵۲۹ (کوچ‌رو) |

## گسترهٔ جغرافیایی
ایل هداوند بیشتر در دشت ورامین شامل شهرستان‌های ورامین، پیشوا، پاکدشت، قرچک ساکن هستند. علاوه‌بر آن‌ها، در استان تهران، ایل هداوند در مناطق شمیرانات، دماوند، رباط‌کریم، تهران، لار و همچنین در الیگودرز، دورود، ازنا،  گرمسار، کرج، زرند، ساوه، قزوین و خمین هم ساکن هستند.

## تبار
در عموم منابع این ایل جزو مردم لر دسته‌بندی شده‌اند، منابع شفاهی مردمِ این ایل، خود را زیر شاخه‌ای از لرها می‌دانند. پرویز تناولی در کتاب دستبافت‌های روستایی و عشایری ورامین به نقل از تاریخ شفاهی مردم، هداوندها را جزو لرها دسته‌بندی کرده است و دست‌بافت‌های آن‌ها را شبیه به دست‌بافت‌های لری ذکر کرده است. در کتاب Contemporary Society: Tribal Studies از هداوند به عنوان یکی از طایفه‌های لر کوچک ساکن ورامین نام برده است، آن لمبتون در کتاب مالک و زارع در ایران آن‌ها را از عشایر خرم‌آباد دانسته است.
ایرج افشار سیستانی در کتاب مقدمه‌ای بر شناخت ایل‌ها، این ایل را اصلاً از لران خرم‌آباد می‌داند که به تهران کوچانده شده‌اند. برنارد هورکد هداوندها را از لران خرم‌آباد و نیمه‌کوچ‌نشین ساکن جنوب کوهستان البرز معرّفی می‌کند. ایرانیکا، هداوندها را از طوایف لر دسته‌بندی کرده است به جز تبار لر، تبار کرد و لک هم ذکر شده است.
در فرهنگ دهخدا هم در تعریف آن‌ها این‌گونه نوشته شده است و موضوع تبار ایشان مسکوت مانده است:
هداوند. [هََ وَ] (اِخ) از ایلات اطراف تهران، ساوه، زرند و قزوین که مرکب از ۲۵۰۰ خانوار است. ییلاقشان کوه‌های شمالی البرز و قشلاق آنها چهار بلوک می‌باشد. افراد ایل چادرنشین هستند. (از جغرافیای سیاسی کیهان ص ۱۱۱).

## تاریخ
در قرن هشتم رشیدالدین فضل‌الله همدانی اشارهٔ کوتاهی به لرها در ورامین کرده است، امّا نخستین دستهٔ لرها را شاه عباس در سال ۱۰۰۱ هجری به ورامین تبعید کرد. اینان شاخه‌ای از هداوندها بودند و مطابق اسناد، کریم خان زند گروهی از هداوندها را از لرستان به فارس آورد و آغا محمد خان قاجار آنان را به تهران آورد و مانند گروگان زیر نظر داشت.

## فرهنگ
فرهنگ مردم این ایل شبیه به مردم لرستان است. مذهب این ایل مسلمان شیعه دوازده امامی است. از صنایع دستی آنان می‌توان به خورجین، سیاه‌چادر، جوال و گلیم اشاره کرد. مردم این ایل به گله‌داری و دام‌پروری اشتغال دارند. ییلاق آن‌ها دامنه‌های البرز و قشلاقشان حاشیهٔ کویر مرکزی ایران است و مرکزیت آنان روستای توچال است. هداوندها به زبان لری با گویش بالاگریوه‌ای صحبت می‌کنند.
ویلیام او داگلاس در کتاب خود سرزمین‌های غریب و مردم دوستانه برخوردش با قبیلهٔ هداوند را روایت می‌کند. قبیله متشّکل از ۷۵ خانواده است که در سیاه‌چادر زندگی می‌کنند. در حالی که خان یا سرکرده‌ای رهبری قبیله را بر عهده دارد. وی مراسم استقبال هداوندها را توصیف کرده است که شامل یک سینی مسی با زغال داغ است که برای مهمان مهیُا شده است و به سمت او بالا گرفته می‌شود. او زنان قبیله را بی‌حجاب، گرچه خجالتی و کناره‌گیر امُا دوستانه توصیف می‌کند. داگلاس هداوندها را از نظر اقتصادی به بزها، گوسفندان، محصولات لبنی و تبادل آن‌ها با روستاها و شهرهای اطراف وابسته می‌داند.

### اجتماعی
کوچک‌ترین واحد اجتماعی ایل را تخمه می‌نامند که از تجمیع چند تخمه یک تیره به وجود می‌آید و از چند خانوار یک بیله شکل می‌گیرد. اصطلاح دیگری به نام تَلَک دارند که ارتباطی با نظام خانوادگی ندارد و یک تقسیم‌بندی سیاسی است.

### گوشهٔ هداوندی
در برخی ردیف‌های موسیقی دستگاهی ایرانی گوشه‌ای به نام هداوندی وجود دارد که نوعی چهارپاره خوانی در درآمد اصفهان است. حسن کسائی در ردیف خود این گوشه را به آواز اصفهان افزود و آن را به محلّ تولّد خود منسوب کرد.

## تیره‌های ایل هداوند
هداوند در اصل سه طایفه به نام‌های خانی، میرزایی و سیری داشته است که بعدها هر طایفه انشعابات جدیدی به نام تیره پیدا کرده است.
| طایفه   | تیره | محلّ سکونت |
| ------- | --- | --- |
| خانی    | شیرکوند، هداوندی، شرکه‌وند، کلووند، میلاخور، سلک‌بند، فیلی، اتابکی، اکبری، محمدی، کئووندپورجوان، حاجی‌ها، زمرّدی، قاسم‌وند، سبزعلی‌وند، نجف‌زاده، شادی‌وند، هادی‌وند، چابک‌وند و … | ورامین، امرآباد، کاظم‌آباد، علی‌آباد، خیرآباد، زره در، چنار، الیگودرز، خمین، آشناخور، دهنو، واپیله و خشتیجان                          |
| میرزایی | میرزاوند، نسیه‌شاهیوند، طهماسب‌وند، شروی‌وند (شاه‌اردی‌وند)، نقدی، بک‌مرادی، ماهی‌وند بی‌زات‌وند، سرلنگ‌وند، خالقی، احمدی، خسروی و…                                                | قشلاق جلیل‌آباد، سنجاریون، ترقیون، حیدر آباد، چالتاسیان، محمودآباد نو، موره، محسن‌آباد، اصطلک، باغ کمش، تماشا، پلنگ‌آواز و پوئینک سوره |
| سیری    | باصری، قنبری، فتحی، موسوی، نوروزی، قاسمی، قربانی، مرتضی‌قلی، حسینی، صوری، احمدی، علی‌وند، پیرگاوند، حسین‌وند، ماماوند، باسگال، گداوند، گداعلی‌وند و …                        | لپه زنک، مامازن، حصارامیر، چهل‌قز، سنگ‌تراشان، یبر، توچال، فرون‌آباد، باغکمش، یوردشاه و ماملو (در محل کنونی سد ماملو)                  |